# One Last Kiss
『One Last Kiss』（ワン・ラスト・キス）は、2021年3月9日に、配信限定シングルとしてリリースされた宇多田ヒカルの楽曲。同年3月10日に発売された同名のEPにも収録された。本楽曲は、2021年3月8日に公開された東宝・東映系アニメ映画『シン・エヴァンゲリオン劇場版𝄇』のテーマソングに使用された。制作には、イギリスのレーベル・PC Musicの設立者で、チャーリー・XCXらとの作品でも知られる音楽プロデューサー・A・G・クックが共同プロデュースで参加している。
楽曲は映画のヒットとともに話題となり、デジタルセールスは20万DLを、ストリーミングでは累計1億回再生を突破している。
2022年1月19日にリリースされる8th Album『BADモード』に収録される。

## 背景
宇多田ヒカルと『ヱヴァンゲリヲン新劇場版』シリーズとの関わりは2007年に遡り、宇多田は同年に公開されたシリーズ1作目『ヱヴァンゲリヲン新劇場版:序』の主題歌として「Beautiful World」を書き下ろしていた。それ以降も同シリーズの主題歌を担当し、2009年公開のシリーズ2作目『ヱヴァンゲリヲン新劇場版:破』には「Beautiful World -PLANiTb Acoustica Mix-」を、2012年公開の3作目『ヱヴァンゲリヲン新劇場版:Q』には「桜流し」を提供した。宇多田は2010年より「人間活動」として音楽活動を休止していたが、「桜流し」は、制作スタッフからの熱い要望と当該作品に対する強い思い入れにより例外的に制作された。その後、2016年に活動を再開した。2020年10月16日に、シリーズ4作目『シン・エヴァンゲリオン劇場版𝄇』の公開日が2021年1月23日になることが発表されたが、この時点では主題歌についての発表はなかった。宇多田がデビュー22周年を迎える2020年12月9日、午前0時を回るとともにスタッフのTwitterアカウントより情報が解禁され、新曲「One Last Kiss」が同映画の主題歌に使われることが発表された。12月25日には、同曲の一部が流れる映画の本予告編も公開された。しかし2021年1月14日、新型コロナウイルス感染症拡大の状況や、政府による緊急事態宣言を受け同映画の公開が再延期となり、それに伴い本楽曲のリリースも延期されたことが発表された。そして同年2月26日、映画の新たな公開日が翌月8日に決定したことが発表され、同時に本楽曲の新たなリリース日が同月9日となったことも明かされた。

## 制作
宇多田によると、これまで「新劇場版」に提供してきた楽曲はその都度大まかなプロットのみを聞いて制作したものだったが、本楽曲では制作にあたって「台本を読んで最後のシーンを思い浮かべながら、曲の第一音（イントロのシンセ）からプログラミングと作曲を始めた」という。
制作には、イギリスのレーベル・PC Musicの設立者である音楽プロデューサー・A・G・クック（A. G. Cook）が共同プロデュースで参加している。クックはソフィーとともにUKの新興ジャンル「ハイパーポップ」の始祖として知られ、チャーリー・XCXらの作品にも参加している。シンセベースは、復帰後の宇多田の多くの楽曲に参加してきたジョディ・ミリナー（Jodi Milliner）が演奏しており、エンジニアも同じく復帰後の宇多田の全楽曲でミックスを担当してきたスティーヴ・フィッツモーリス（Steve Fitzmaurice）が務めている。なお、ボーカルのレコーディングは宇多田自身が行った。

### エンジニアリング
スティーヴは、本楽曲のミックスでは動きのあるベースが肝になっているリズムトラックに最もフォーカスしたといい、また音楽的に楽曲をメインに支えているのはピアノだと話している。またミックスを聴くときに重要視しているのはその出音の空間、距離、奥行きだとしており、たとえば様々な音が鳴っている本楽曲のラストのところでは、それぞれの音を良い位置におさめていくことを心掛けたと述べている。メインボーカルのミックスについては、フレーズによってや曲の展開によって「常に変わっていく」処理を施しており、メリハリがあってぐっと迫ってくる部分や高音域、響きのあるリバーブなど様々だという。

## テーマ
楽曲は、「喪失」をテーマにしたものとなっている。イギリスのカルチャーサイト・デイズドでのインタビューによると、宇多田は本作で「前に進むこと、成長すること、そして自分自身に折り合いをつけることのほろ苦さ」を探求している。宇多田は2013年に母親 (藤圭子) を亡くし、その悲しみを長らく抱えることになり、「どうすればいいかわからなくなった」という。しかし、本作の制作に至って次のように理解することができたと述べている。

## 音楽性
本楽曲の音楽性は、心地よく飛び跳ねるダンスホールのビート、豊かな低音を響かせるベースライン、楽曲後半で前景化するエレクトロサウンドなどをその特徴としている。楽曲は、Aメロからシンセストリングスなどを織り交ぜつつドラマチックな盛り上がりを演出しながらスタートする。サビでは、< Oh oh oh oh oh… / 忘れたくないこと / Oh oh oh oh oh… / I love you more than you'll ever know >という、シンプルでなじみやすいフレーズ、メロディが、心地よいコーラスとともに何度も繰り返されており、歌詞を歌わず声をシンセの音のように聴かせるボーカルドロップ的なフレーズが用いられている。
音楽ライターの天野龍太郎はや批評家のimdkmは、「ビートやシンセベースや後半に向けて盛り上がっていく電子音の響き」「後景にあったけばけばしいシンセの質感がぐっとせりだし、さらにはボーカル・カットアップも登場する中盤からの展開」に、本楽曲の共同プロデューサーであるA.G.クックに特徴的なサウンドを見出している。この部分からボーカルに催眠的なエフェクトが加わりはじめ、楽曲はクラブ・ミュージックのような陶酔感あふれるムードに突入する。

## 評価と受賞

### 評価と批評
音楽家
- ヒャダインは、内省的なサウンドや冒頭の歌詞の具体的表現の仕方などを評価し、宇多田を「日本が誇る芸術家」と称賛した[30]。
- mabanuaは、「無駄な音もなければ足りない音も一切ない」「合間に出てくるちょっとした音まで全てが必要なピース」とコメントした[31]。
- 荘子it (Dos Monos) は、「言葉のここで区切るのか!」と感じたという歌詞の譜割りを称賛し、「J-POPの、日本語とR&Bの譜割りのアマルガムを完璧にこなしている」と評価した[32]。
- Yaffleは、テレビ朝日系「関ジャム 完全燃SHOW」に出演した際に「2021年の年間マイベスト」第1位に本楽曲を選出。「素晴らしいシンガーが素晴らしいビートで歌い素晴らしいミックスで仕上がっているというシンプルな楽曲の圧倒的な完成度」「完璧な曲」と称賛。なかでも、「1番サビの後半に力点を置いてあるかと思いきや、実はミスリードで、2番の頭点に置いてある点」を斬新とし、「始まりから終わりまでの構成が流れるように進んでいく」ところも本楽曲の良さだとした[33][34]。

ライター・批評家
- 批評家のimdkmは、A.G.クックの手腕によって「宇多田ヒカルの声と言葉をあくまでセンターに据えつつ、宇多田ひとりではあまり取り組まなさそうなサウンドをフックに絶妙なカタルシスをつくりだしている」と述べた[27]。
- MuuMuse（ポルトガル語版）のブラッドリー・スターンは楽曲の前半部分について、「シンセの音色が、『ULTRA BLUE』『HEART STATION』期の温かい雰囲気を思い出させる。」と述べている[29]。また後半のサウンドプロダクションに関しては、「(A. G. Cookが主宰する)『PC Music』の極めて実験的な作品にあるような不調和」は見られないとし、「というよりは、宇多田がすでに作ったものに磨きをかける働きをしているように思われる」と述べた[29]。
- ジャパン・タイムズのライターであるパトリック・セント・ミシェルは、2021年の日本の音楽シーンを総括する記事の最後に、「今年のベストトラックのうちの1曲」として本楽曲を紹介。続けて「冷たい現実からの逃避でもなく、厳しい時代に対するシニシズムでもない。むしろ、宇多田ヒカルは、受け入れがたいようなはかなさの中で、苦労して得た成熟を受け入れている」とし、「2022年、私たちはこのような場所にいることができるのだろうか」と同記事を締め括った[35]。

### 受賞
- J-WAVE SPECIAL MUSIC FUN! AWARDS 2021[注 2]「Best of Mix 最優秀エンジニア賞」（スティーヴ・フィッツモーリス）（2021年）[22]。
- 令和3年アニソン大賞（SMEJ）「大賞」（2021年）[36][37]

「まごうことなきアニソン」であり、「本当に宇多田ヒカルというアーティストはエヴァの歩みに寄り添った歌詞を書いている。そしてイントロが鳴った瞬間の感動。万感の思いを込めて選出した」との評価を得ている。

## チャート成績
本楽曲は、リリース初週に7.2万DL（72,000DL）を売り上げ、「オリコン週間デジタルシングル（単曲）ランキング」で初登場1位を獲得。同名EPもデジタルアルバムチャートで1位を記録したことで、自身初となるデジタルランキング2部門同時1位を獲得した。ビルボード・ジャパンにおいては、ダウンロードが66,534DLで1位、ストリーミングでは9,317,744再生で3位、MVの動画再生も3,840,805再生で1位、ラジオ1位、Twitter4位と実力を発揮し、計3冠で「Billboard Japan Hot 100」で2位に初登場した。2週目もデジタル部門を中心に高水準を維持し、週間DL数3.3万DL(32,987DL)を記録し「オリコン週間デジタルシングル（単曲）ランキング」で2週連続となる1位を獲得。またストリーミングでも7位を記録し、「週間合算シングルランキング」では前週から1つ順位を上げて首位を獲得した。また同週のビルボード・ジャパンでも、ダウンロードで2週連続1位 (30,555DL)、ストリーミング6位 (8,223,430再生)、動画再生3位、ラジオ2位、Twitter 9位と各指標で高ポイントを積み上げ、「Japan Hot 100」で総合首位を獲得した。その後も特にダウンロードにおいて高順位を維持し、「Billboard Japan Download Songs」では3週連続1位を記録している。
また本楽曲は、J-WAVEの週間チャート『TOKIO HOT 100』にて初登場1位を獲得し、番組33年目の歴史の中で初登場1位に輝いた3曲目の楽曲となった。

### チャート推移
|                                        | 順位（売上）    | 順位（売上）       | 順位（売上）     |
| DLシングル                             | ストリーミング  | 合算シングル       |                  |
| -------------------------------------- | --------------- | ------------------ | ---------------- |
| 1週目 (3月8日-14日集計、3月22日付)     | 1位 （7.2万DL） | 3位 （873万再生）  | 2位 （5.8万Pt）  |
| 2週目 (3月15日-21日集計、3月29日付)    | 1位 （3.3万DL） | 7位 （785万再生）  | 1位 （3.9万Pt）  |
| 3週目 (3月22日-28日集計、4月5日付)     | 1位 （2.1万DL） | 7位 （616万再生）  | 8位 （2.9万Pt）  |
| 4週目 (3月29日-4月4日集計、4月12日付)  | 3位 （1.8万DL） | 11位 （497万再生） | 11位 （2.4万Pt） |
| 5週目 (4月5日-4月11日集計、4月19日付)  | 4位 （1.1万DL） | 13位 （472万再生） | 14位 （2.0万Pt） |
| 6週目 (4月12日-4月18日集計、4月26日付) | 5位 （0.9万DL） | 16位 （363万再生） | 16位 （1.6万Pt） |

## 認定と売上
|                                | 認定 (RIAJ) | 売上/再生回数      |
| ------------------------------ | ----------- | ------------------ |
| ダウンロード                   | ゴールド    | 223,000 DL         |
| ストリーミング                 | プラチナ    | 100,000,000 回再生 |
| *認定のみに基づく売上/再生回数 |             |                    |

## ミュージックビデオ
ミュージックビデオは映画公開日の翌日3月9日に、楽曲配信開始とともにYouTubeにてプレミア公開された。配信開始と同時にYouTubeでは本楽曲のミュージックビデオが公開され、同時視聴で69,000人が集まり、公開から30分で早くも20万回超えの再生を見せた。公開から約12時間後には100万回再生を突破、その後2日で400万回再生を超え、前作のテーマ・ソング「桜流し」の1日で100万回再生を優に超えるペースで伸びていった。そして公開から6日目には再生回数は1000万回を突破した。
ビデオは、『シン・エヴァンゲリオン劇場版𝄇』総監督の庵野秀明が監督を務めた。宇多田ヒカルサイドからのミュージックビデオ製作オファーを快諾した庵野監督は「現状可能なMVの作り方として現場ディレクション無しで本人の自撮り等による撮影素材を送ってもらって、それを切り取り繋げて作品に仕上げる」という方法を提案。庵野監督からカメラ目線やリップシンク等メールによる最小限の注文を受け、宇多田は細心のコロナ感染対策を取りながら数名のスタッフとともにロンドン郊外で撮影を敢行。スマートフォンも含む様々な機材で撮られた映像素材を受け取った庵野監督らが日本で編集を行った。ベッドの上で寝転ぶシーンは宇多田の長男がiPhoneで撮影をした。メインの編集は、映画本編でも編集を務めた辻田恵美が行っている。オリコンは、同MVに関して「とても親密で温かみがあり、どこか切なさも感じさせる内容に仕上がっている」と説明し、「自撮りも含まれているためか、自然な表情がとても新鮮」とも指摘した。なお、YouTubeに公開されているビデオの英語字幕は宇多田ヒカル自身によるものである。

## クレジット
- 宇多田ヒカル：All Vocals・Keyboards・Programming・Vocal Recording
- A. G. Cook：Keyboards・Programming
- Steve Fitzmaurice：Recording・Mixing
- Jodi Milliner：Synth Bass